# Brivido nella notte
Brivido nella notte (Play Misty for Me) è un film del 1971 diretto da Clint Eastwood, che segna l'esordio alla regia di un lungometraggio per l'allora quarantunenne attore.

## Trama
Dave Garver è un radiodisc jockey di KRML che trasmette ogni sera da uno studio di Carmel-by-the-Sea, in California, spesso inserendo la poesia nel suo programma. Dopo aver lavorato nel suo bar preferito, giocando a un assurdo gioco da tavolo con tappi di sughero e tappi di bottiglia con il barman come espediente, attira deliberatamente l'attenzione di una donna di nome Evelyn Draper. Dave la accompagna a casa, dove rivela che la sua presenza nel bar non è stata casuale; è stata lei infatti a cercarlo dopo aver sentito parlare del bar nel suo programma radiofonico. Lui indovina che è lei il chiamante ricorrente che chiede sempre lo standard jazz “Misty“ e, dopo, i due fanno sesso.
Inizia una relazione casuale tra Dave ed Evelyn. Ma, in breve tempo, Evelyn comincia a mostrare un comportamento ossessivo: si presenta a casa di Dave senza essere stata invitata, lo segue al lavoro e lo chiama per chiedergli di non lasciarla sola neanche un minuto. La goccia che fa traboccare il vaso è quando Evelyn interrompe una riunione di lavoro, scambiando la compagna di pranzo di Dave per il suo appuntamento.
Gli sforzi di lui per tagliare delicatamente i legami con Evelyn la portano a tentare il suicidio in casa sua tagliandosi le vene. Dopo che Dave la respinge di nuovo, Evelyn irrompe in casa sua e la sua governante la trova a vandalizzare i suoi beni. Evelyn pugnala la malcapitata (che sopravvive ma viene portata in ospedale) per poi essere successivamente ricoverata in un ospedale psichiatrico.
Durante l'incarcerazione di Evelyn, Dave riaccende una relazione con la sua ex fidanzata, Tobie Williams. Qualche mese dopo, Evelyn chiama di nuovo lo studio per chiedere di trasmettere "Misty". Dice a Dave che è stata dimessa dall'ospedale psichiatrico e si trasferisce alle Hawaii per un nuovo inizio di vita. Poi cita una poesia di Edgar Allan Poe, "Annabel Lee". Quella notte, mentre Dave dorme, lei si intrufola in casa sua e cerca di ucciderlo con un grosso coltello. Lui si sveglia e la vede in piedi sopra di lui con il coltello in mano e mentre lei urla e pugnala verso il basso, lui si allontana dal coltello che scende (che infilza, invece, il cuscino) e cade sul pavimento; Evelyn fugge e lui contatta la polizia.
Dave racconta a Tobie di Evelyn e la avverte di stare lontano da lui finché la donna non viene catturata. Per la sua sicurezza, torna a casa. Lì incontra una ragazza che ha risposto all'annuncio di un coinquilino: Evelyn, usando lo pseudonimo di Annabel. Tobie si rende conto che Annabel è Evelyn quando vede le cicatrici fresche sui polsi di quest'ultima, ma prima che Tobie possa fuggire, Evelyn la prende in ostaggio. La stalker pazza uccide anche McCallum, un detective della polizia venuto a controllare Tobie.
Dave fa il collegamento tra la coinquilina di Tobie e la citazione di "Annabel Lee" e quando chiama Tobie per avvertirla, Evelyn risponde e dice che lei e la fidanzata dell'uomo lo stanno aspettando. Dave, nello studio, passa da uno spettacolo dal vivo alla musica registrata e si precipita a casa, dove trova Tobie legata e imbavagliata. Evelyn attacca Dave con il coltello da macellaio, colpendolo più volte. Infine, Dave le sferra un pugno in piena faccia, facendola cadere dalla finestra, sopra la ringhiera e poi sulla riva rocciosa sottostante, uccidendola. Successivamente lui e Tobie escono di casa mentre la sua voce nel programma radiofonico conduce alla canzone "Misty".

## Riconoscimenti
- 1972 – Golden Globe
  - Candidatura alla migliore attrice in un film drammatico a Jessica Walter